# Triumph Motor Company
 (février 2023).
Pour les articles homonymes, voir Triumph.
Triumph Motor Company est un constructeur automobile anglais aujourd'hui disparu. Les droits de la branche automobile appartiennent à BMW. Cependant, la branche moto existe toujours, voir Triumph (moto).
La maison fut fondée par Siegfried Bettmann en 1885 sous le nom de S. Bettmann & Co, puis devint Triumph l'année suivante. Bettmann fut ensuite rejoint par Moritz Schulte, un autre citoyen allemand, et la compagnie commença à produire ses propres cycles dès 1889. Les associés ouvrirent également une filiale à Nuremberg qui resta liée à la maison mère jusqu'en 1929.

## Histoire

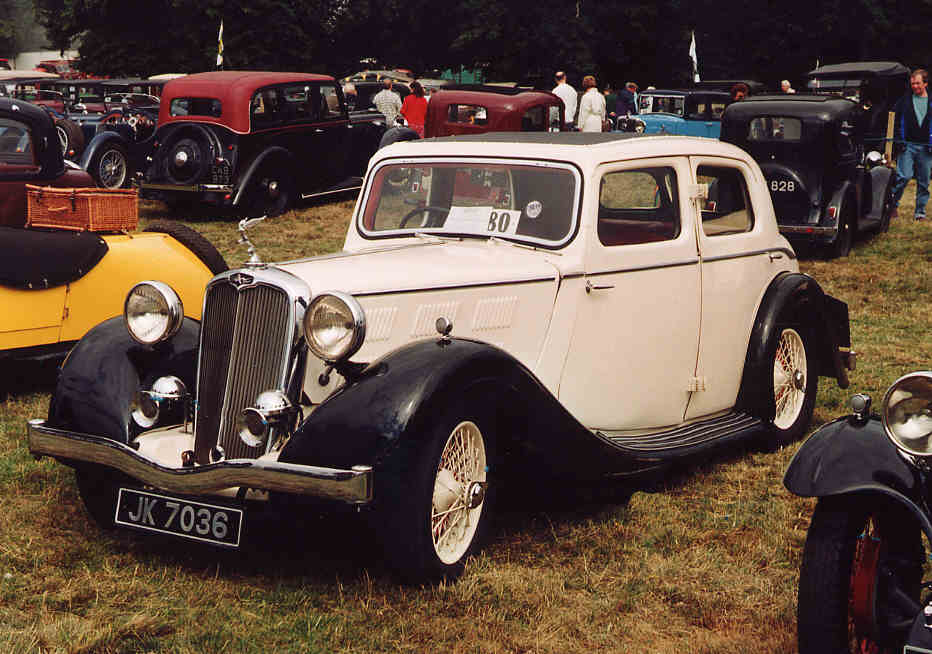
1934 Triumph Gloria Six

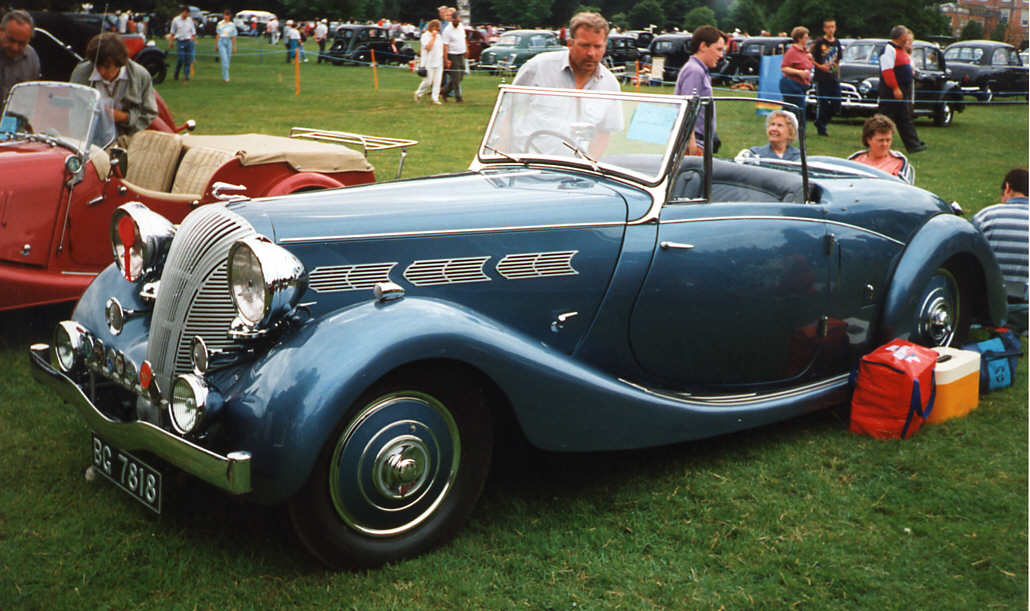
1937 Triumph Dolomite Roadster

### Luxe et tâtonnements
Dès 1885, Siegfried Bettmann importait des bicyclettes d'ailleurs en Europe et les vendait à Londres sous son propre label. L'année suivante, son entreprise adopta la marque déposée de Triumph, et en 1887, Moritz Schulte, également Allemand, le rejoignit comme associé. Deux ans plus tard, la compagnie commença à produire ses propres bicyclettes à Coventry, en Angleterre.
En 1902, Triumph commença la fabrication de motocyclettes et c'est seulement deux ans après l'acquisition du constructeur automobile Dawson en 1921 que furent présentés les premiers modèles de voitures. De facture classique, ces modèles n'eurent pas le succès escompté. En 1925, Triumph présenta la première voiture britannique de série équipée de freins hydrauliques Lockheed, la TCP de 1,9 l de cylindrée. En 1933, la nouvelle direction composée du lt-col C.V. Holbrook, de l'ingénieur Donald Healey et du styliste Walter Belgrove mis en production la Gloria à moteurs Coventry Climax de 4 et 6 cylindres. Une gamme fut développée : berline, torpédo et versions sportives à deux carburateurs. Mais, le marché de l'automobile traversait une crise liée au krach de 1929, et malgré la qualité de ses produits de plus en plus luxueux et innovants (voitures dotées de lave-glace, direction réglable, phare de marche arrière, double circuit de freinage, graissage automatique du châssis...), le constructeur voyait ses ventes diminuer inexorablement. En 1936, Donald Healey conçut la Dolomite, une voiture de sport ambitieuse inspirée de l'Alfa Romeo 8c 2300. Grâce à son moteur suralimenté à 8 cylindres double arbre à cames en tête de 140 chevaux (bhp), sa boîte de vitesses à présélection Wilson et ses 200 km/h en pointe, elle pouvait prétendre égaler les meilleures voitures de sport de l'entre-deux guerres. Mais son prix de 1 125 £ ne lui permit pas de trouver sa clientèle. De plus en plus en difficulté, Triumph dut la même année se séparer définitivement de sa branche motocyclette. Cela n'empêcha pas la marque de se retrouver sous administration contrôlée durant l'été 1939. Th. W. Wards racheta la société et, pendant la guerre, transforma les installations pour une production militaire (carburateurs d'avion et surtout chasseurs bombardiers Mosquito sous licence De Havilland).

### Standardisation

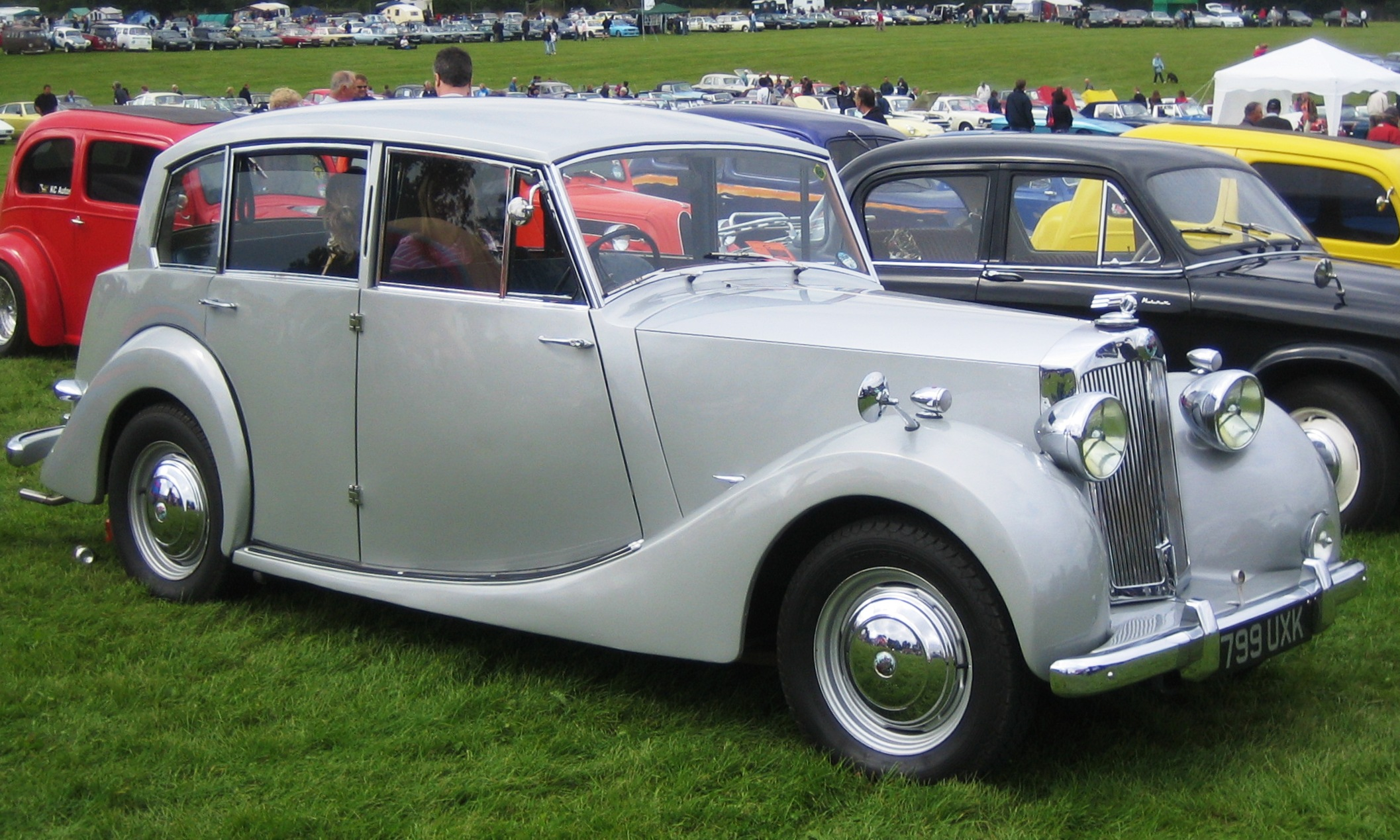
1954 Triumph Renown

À la fin des hostilités, victime des bombardements allemands sur Coventry, Triumph n'était plus qu'un nom. En 1945, la marque fut revendue à sir John Black, directeur des automobiles Standard. Sir John voulait concurrencer Jaguar (ex Standard-Swallow) à qui il vendait des moteurs depuis les années trente. Les premiers modèles Triumph de l'après-guerre n'offraient pourtant rien de révolutionnaire. La 1800, une berline plus que classique de style razor edge (ailes séparées, caisse haute et malle arrière) mais avec une carrosserie d'aluminium, ne se vendit qu'à 2 000 exemplaires en trois ans. Le roadster 2000 renouait avec une certaine volonté de produire une voiture sportive, mais ses performances bourgeoises et son style à cheval entre deux époques ne convainquirent que peu de clients. En 1949, dans un souci de standardisation, les modèles Triumph furent équipés de moteurs et de transmissions Standard. L'année suivante, la berline reçut le châssis de la Standard Vangard, elle prit alors le nom de Renown. Un nouveau modèle à caisse autoporteuse (le premier chez Triumph) et au style particulièrement "insulaire", la Mayflower, eut plus de succès sur le marché britannique et se vendit à 32 000 exemplaires en quatre années de production. Son nom était une preuve de la volonté de sir John Black de percer sur le marché américain.
Standard fabriquait une gamme de petites berlines nommées Standard Eight et Ten, et travaillait à leur replacement. Le succès de la gamme TR fit que le nom Triumph était plus commercial que le nom Standard, et la nouvelle voiture introduite en 1959 s'appela la Triumph Herald.

### Triumph Roadsters

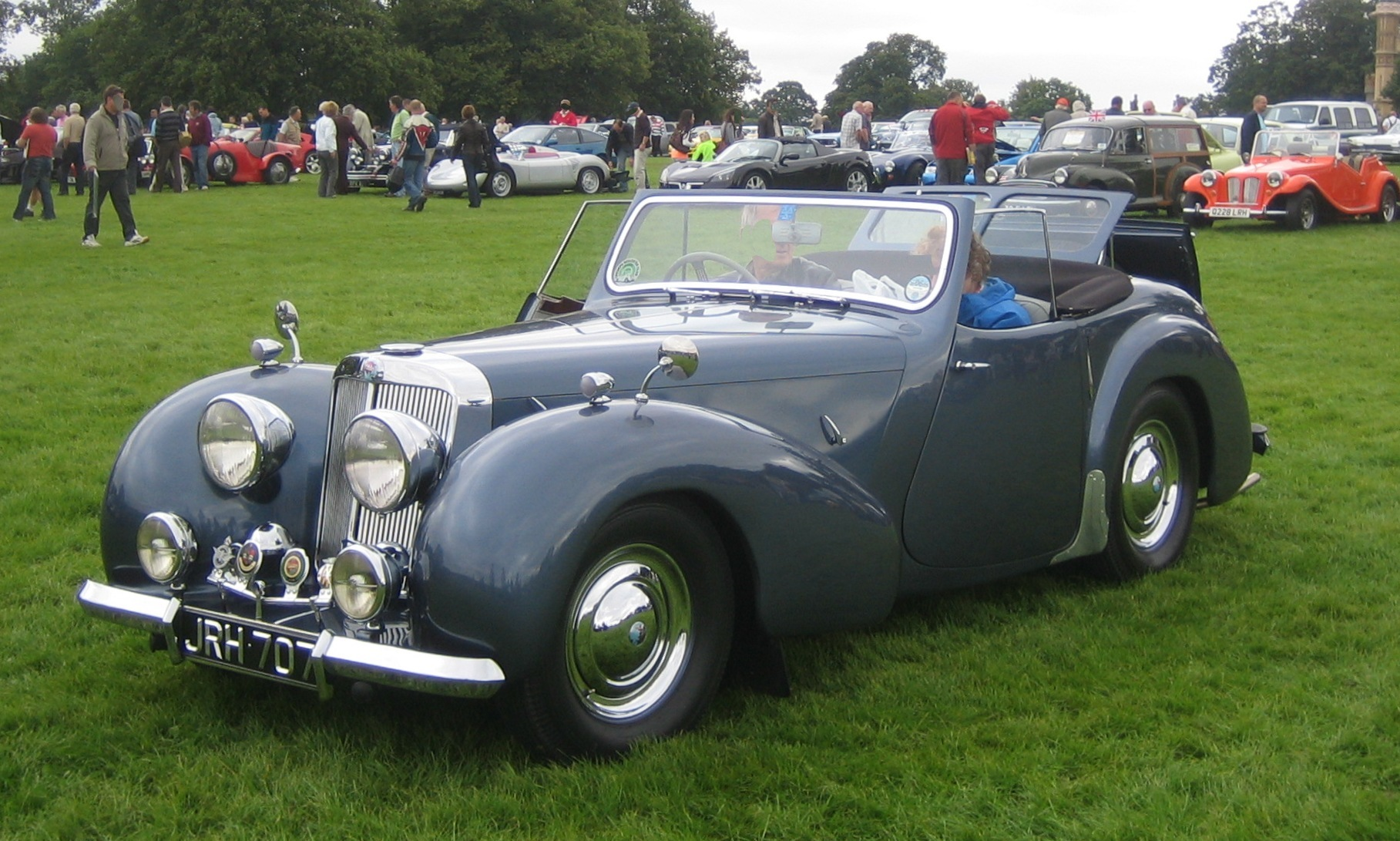
1948 Triumph Roadster

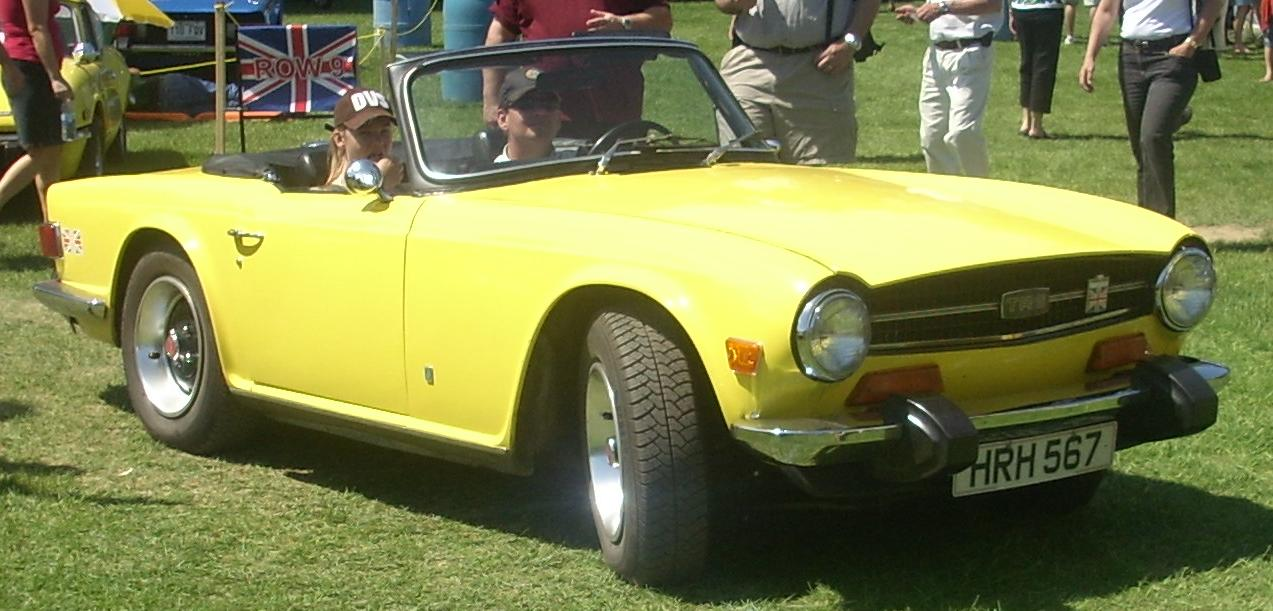
1974 Triumph TR6

Au salon de l'automobile d'Earl's Court de 1950, Triumph présenta un prototype de voiture de sport équipé d'un moteur et d'une transmission de Vanguard doté notamment d'un overdrive, de phares escamotables et de gadgets électriques (ouverture du capot) ou commandés par la dépression de l'admission du moteur (sièges et antenne de radio). Ce projet fut jugé trop futuriste et la marque prétexta le début de la guerre de Corée pour le remiser après seulement deux exemplaires construits.
Deux ans plus tard, un autre prototype plus simpliste, la 20 TS (appelé parfois TR1), basé sur le châssis d'avant-guerre de la Standard 10 et doté du même moteur que les tracteurs Ferguson allait donner naissance à la lignée de sportives qui seraient le plus grand succès commercial de Triumph (plus de 200 000 exemplaires vendus, dont plus de 90 % à l'exportation) les TR, pour Triumph Roadster. Voiture sportive économique, la TR2 se plaçait remarquablement bien dans la gamme des roadsters britanniques vendus sur le marché américain. Plus moderne et plus rapide que la MG TD et nettement meilleur marché que la Jaguar XK 120, la TR2 offrait, avec ses 170 km/h, des performances plus qu'honorables grâce à son moteur 2 litres de 90 chevaux à deux carburateurs SU à dépression constante. En 1956, apparut la TR3 qui reçut l'année suivante des freins à disques à l'avant et qui devint ensuite la TR3 A.
La grande nouveauté survint en 1961 avec la TR4 dessinée par le carrossier italien Giovanni Michelotti et dotée d'un moteur de 2,2 litres et d'une boîte de vitesses entièrement synchronisée. Le marché américain, plus conservateur, se réserva la nouvelle version 2,2 litres de la TR3 (TR3 B). Le roadster Triumph reçut enfin un pont arrière à roues indépendantes avec la TR4 A IRS (Independante Rear Suspension). Au milieu des années 1960, Triumph présenta sur la TR5 (TR250 aux États-Unis) un nouveau moteur à 6 cylindres pourvu d'une injection mécanique Lucas.
La dernière vraie Triumph Roadster fut la TR6 présentée en 1969, restylée par le carrossier allemand Karmann (Michelotti ne pouvant assumer cette tâche à ce moment-là). Mais, les nouvelles normes de sécurité passive introduites aux États-Unis durant les années 1970 poussèrent la direction de la marque à présenter une voiture entièrement nouvelle mais moins rapide, techniquement moins évoluée et surtout équipée d'un toit fixe, la TR7. Une version à moteur V8 Rover suivra, la TR8.

### Herald et Spitfire

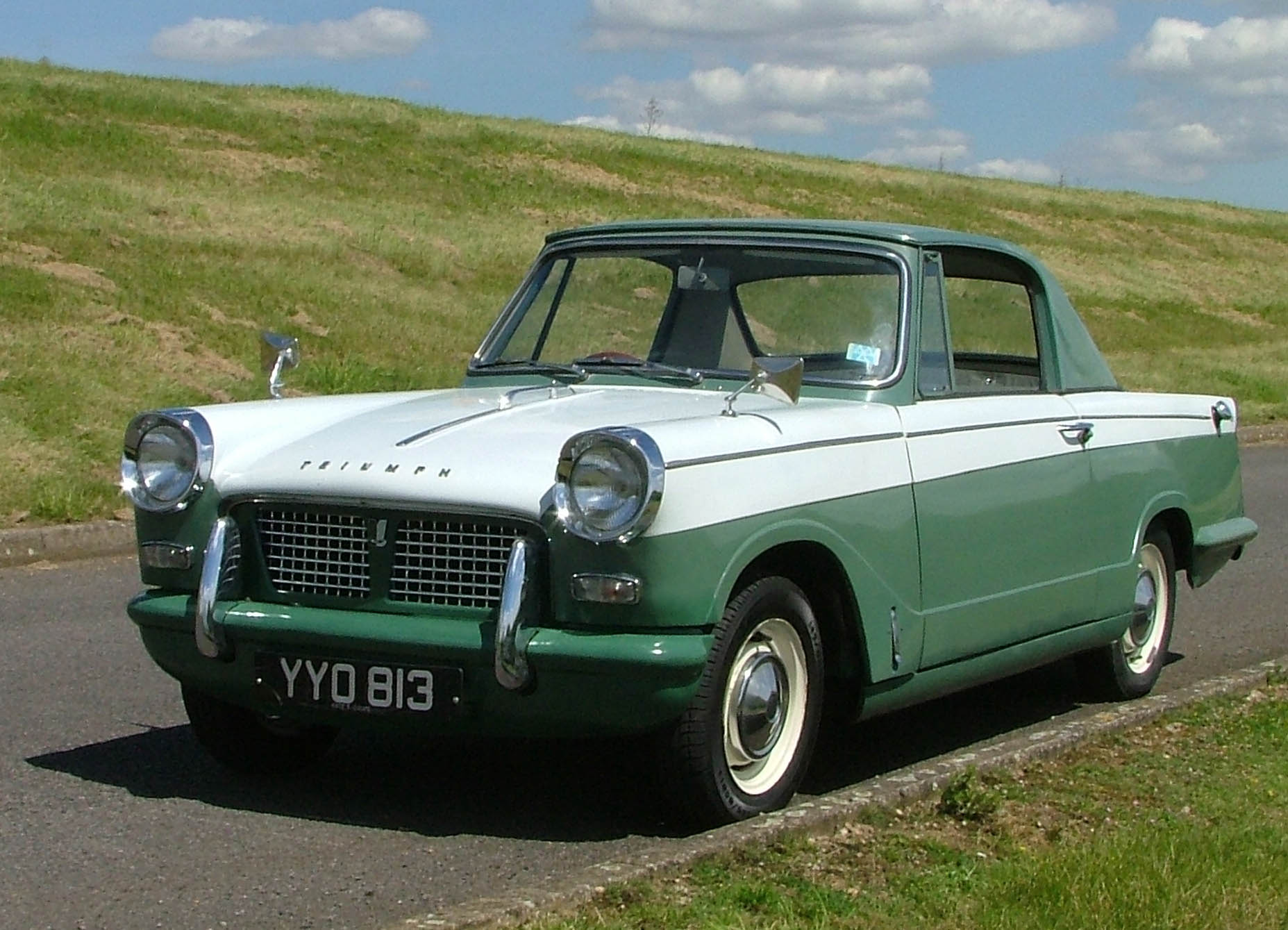
1960 Triumph Herald 948 cm3 Coupé

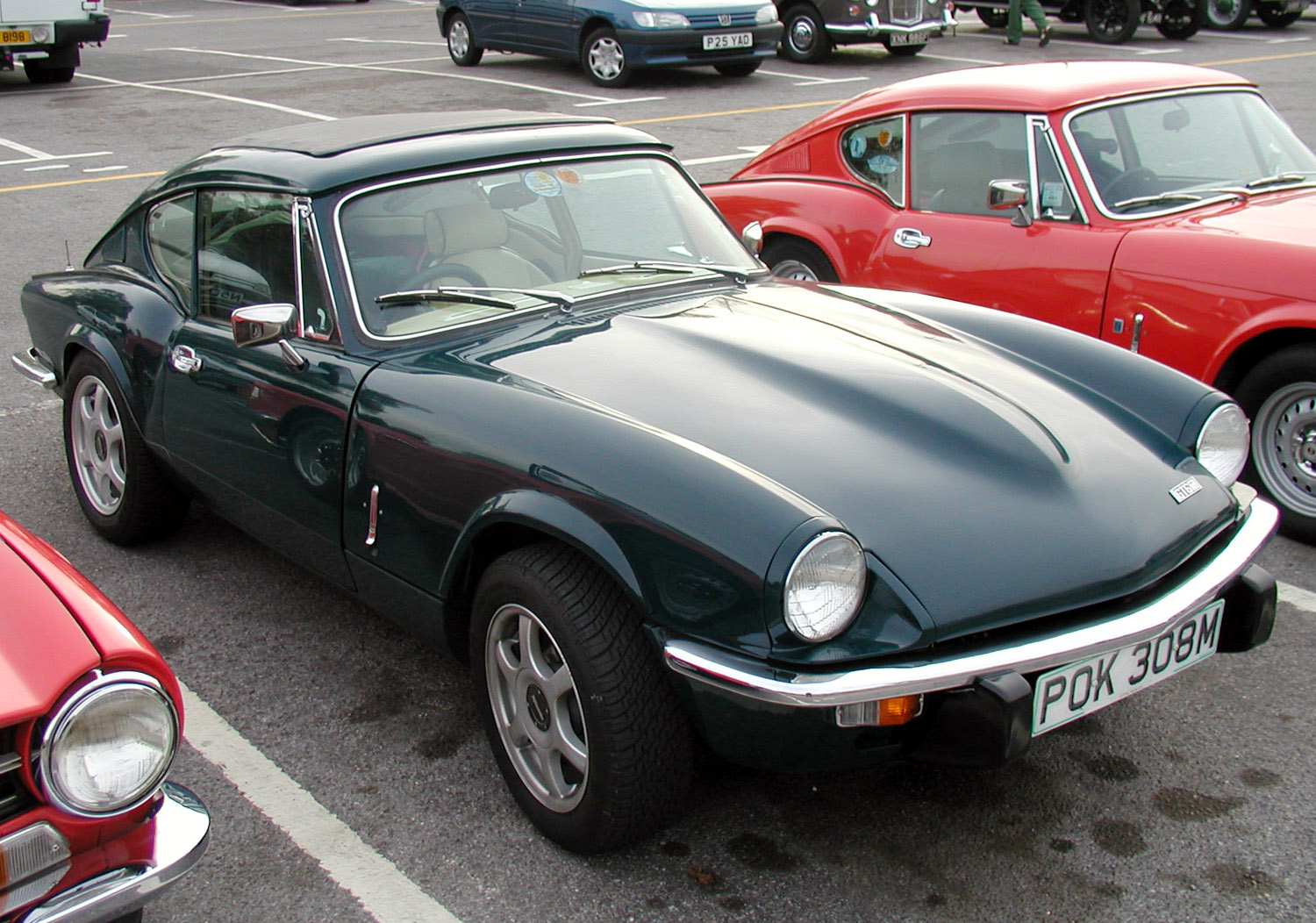
1974 Triumph GT6 Coupé

De 1956 à 1958, la série TR constituait l'essentiel de la production de Triumph. La marque Standard voyait ses ventes stagner à cause du mauvais accueil de ses nouveaux modèles 8 et 10 HP. La direction du groupe décida donc d'investir 2 millions de livres sterling dans le lancement d'un nouveau modèle de voiture de tourisme sous la marque Triumph. Dessinée par Michelotti, la Triumph Herald fut jugée révolutionnaire malgré son châssis séparé. Doté d'un moteur 4 cylindres de 948 cm3, le nouveau modèle innovait par ses suspensions à quatre roues indépendantes, sa direction à crémaillère sans épure de Jeantaud et son capot entièrement basculant vers l'avant. Disponible en coupé et en cabriolet 4 places, elle fut produite jusqu'en 1971. Une version à moteur 6 cylindres en ligne de 1,6 litre de cylindrée, la Vitesse, fut proposée dès 1962. Le principal défaut de l'Herald venait de sa suspension arrière indépendante à carrossage variable : les arbres de transmission n'étaient articulés que du côté pont, ce qui créait un braquage induit lors des forts appuis en virage. Une solution à ce problème existait chez Triumph (suspension à triangle inférieur), mais pour des raisons de coûts de production, elle ne fut pas appliquée.
En 1962, un roadster rustique basé sur le châssis de l'Herald vint compléter la gamme, la Spitfire. Voiture de sport économique et amusante, elle concurrençait les Austin-Healey Sprite et les MG Midget. Comme la Herald, son moteur évolua en cylindrée pour passer d'abord à 1 147 cm3 (63 ch) puis à 1 300 cm3 (75 ch), finalement, en 1975, la Spitfire hérita du dernier développement de ce bloc moteur 1 500 cm3 qui sera par la suite également utilisé dans la MG Midget. La GT6, une version coupé à moteur 6 cylindres de 2 litres fut présentée en 1966, elle était équipée de la suspension arrière triangulée. La Spitfire et la GT6 furent diffusées sous différentes versions de carrosserie jusqu'en 1981.

### Personnalités ayant possédé ou possédant une Triumph
- Le producteur Johnny Starck qui offrît uneTriumph TR3 à l’occasion des 17 ans de Johnny Hallyday

- Philippe Monnet avait une Triumph Herald 1200 de 1961 vendue en 2015 à Nice par Stanislas Machoïr Société de ventes aux enchères Paris Drouot[1].
- Jacques Laffite a une Triumph TR3
- Vincent Ferniot, journaliste, chroniqueur gastronomique, comédien, musicien et animateur de Midi en France depuis septembre 2015 a eu une Triumph Herald.
- Serge Gainsbourg et Jane Birkin ont possédé deux GT6 (MK2 et MK3)

Plusieurs exemplaires de la Triumph TR4 pour la police ont été mis en circulation au Royaume-Uni.
En 1979, Jean-Pierre Jaussaud remporte le titre de champion de France des voitures de production avec une Triumph Dolomite.̩
Simo Lampinen pilote finlandais de rallye automobile conduira pour Peugeot, Fiat et Triumph.

### Films avec une Triumph
- Dans Alfred Hitchcock Presents, Série télé, 1955-1962 (Triumph TR3A)
- Dans La Vérité, film français de Henri-Georges Clouzot sorti en 1960, avec Brigitte Bardot et Sami Frey, André Oumansky, qui joue le patron de la boite de nuit, possède une Triumph TR3.
- Dans La Belle Américaine film français réalisé par Robert Dhéry, sorti en 1961 avec Christian Marin, Jean Carmet, Jean Lefebvre, Louis de Funès, Pierre Tchernia ou Michel Serrault (Triumph TR3A de 1958)
- Dans Tout l'or du monde film français réalisé par René Clair en 1961 avec Bourvil, Philippe Noiret, Claude Rich ou Michel Modo (Triumph TR3A de 1958).
- Dans James Bond 007 contre Dr No, Film, 1962 avec Sean Connery (Triumph Herald)
- Dans Le Gendarme de Saint-Tropez, en 1964 avec Louis de Funès et Michel Galabru (Triumph TR3A)
- Dans le Disque Compilation Pour danser « Triumph Spitfire » 1964 avec Lucky Blondo, Michel Cogoni, Claude Francois, Aldo Frank, France Gall , Johnny Hallyday , Christine Nerac, Jef Rinaldo Sheila, Les Splectors .
- Dans Allez France !, Film, 1964 (Triumph Herald 12/50 , Triumph Herald 1200 Estate , Triumph Herald 1200) avec Jean Lefebvre , Jean Carmet , Henri Genès....
- Dans les aventures de Michel Vaillant, Série télé, en 1967 (Triumph TR3A)- (Triumph TR4)
- Dans Opération Tonnerre 1965 avec Sean Connery, Desmond Llewelyn, Adolfo Celi (Triumph Herald 1200 de 1964)
- Dans The Alfred Hitchcock Hour, Série télé, 1962-1965 (Triumph Herald 1200 de 1961 Convertible)
- Dans Les Grandes Vacances (film), 1967 (Triumph TR4A - Triumph Herald Saloon) avec Louis de Funès
- Dans Fantômas contre Scotland Yard, Film, 1967 avec Jean Marais et Louis de Funès (Triumph Herald 1200 Estate)
- Dans Les Globe-trotters, Série télé, 1966-1968 (Triumph TR3A)
- Dans la chanson Les Irresistibles My year is a day 1968 (Triumph TR4) .
- Dans Le Cerveau (1969) (Triumph TR4) avec Jean-Paul Belmondo , Bourvil , David Niven et Eli Wallach
- Dans Le Clan des Siciliens, Film, 1969 avec Jean Gabin , Lino Ventura et Alain Delon (Triumph Herald 13/60)
- Dans Le Cercle rouge Film, 1970 avec Bourvil , Alain Delon , Yves Montand (Triumph Herald 1200 Estate)
- Dans Laisse aller... c'est une valse comédie policière française réalisée par Georges Lautner en 1971 avec Bernard Blier, Mireille Darc, Jean Yanne, Venantino Venantini, Daniel Prévost, Paul Préboist ou encore Coluche (Triumph Herald 1200 de 1964)
- Dans Derrick, Série télé, 1974-1998 (Triumph TR4A) avec Horst Tappert , Fritz Wepper
- En 1971 « Les diamants sont éternels », James Bond 007, interprété par Sean Connery, se rend à Amsterdam aux Pays-Bas au volant d'une Triumph Stag
- Dans Saison 2 de Columbo Dagger of the mind en 1972 (Triumph Herald 1200 de 1961)
- Dans Les Aventures de Rabbi Jacob (1973), (Triumph TR4) avec Louis de Funès , Henri Guybet et Popeck
- Dans Starsky and Hutch, Série télé, 1975-1979 (Triumph TR3A)
- Dans Scout toujours... comédie française Gérard Jugnot sortie en 1985 (Triumph TR4).
- Dans Les Enquêtes du commissaire Maigret, Série télé, 1967-1990 (Triumph Herald 1200 de 1961 Convertible)
- Dans Top Gear, Show TV, 2002-2015 (Triumph Herald 1200)
- Dans Grace de Monaco (film) réalisé par Olivier Dahan 2014 avec Nicole Kidman, Tim Roth ou Frank Langella (Triumph TR3A de 1958).
- Dans Detectorists (une série BBC 4 2014-2017) Lance Stater interprété par Toby Jones possède une TR7 jaune moutarde.

### Le rachat par Leyland et la fusion avec BMC

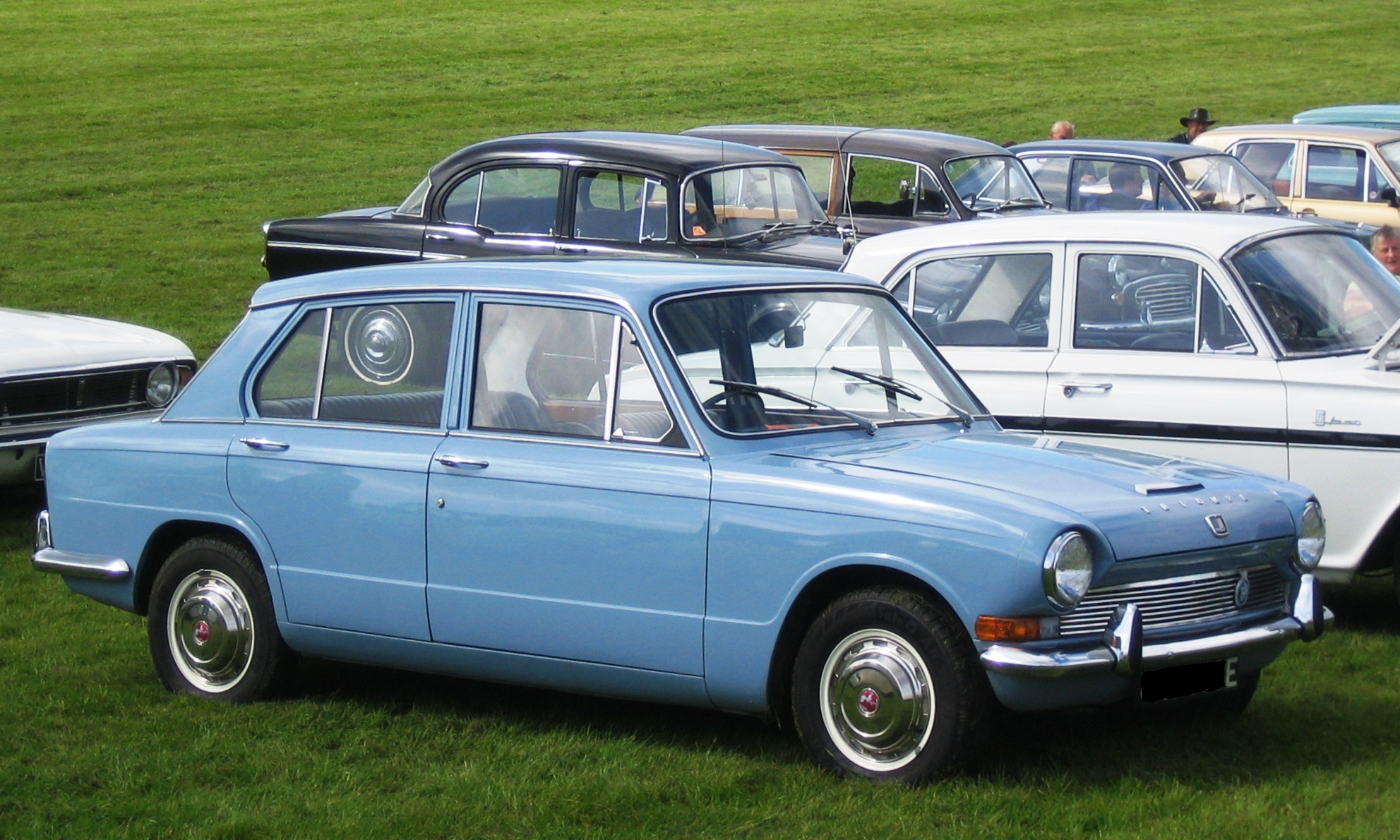
1967 Triumph 1300

En 1961, Standard-Triumph fut racheté par Leyland Motor Corporation. La nouvelle direction supprima la marque Standard (en 1963) et compléta la gamme Triumph avec la Spitfire et la berline 2000. Une gamme de voitures de tourisme fut mise en place : Herald, 2000, et la nouvelle 1300 à traction avant présentée en 1965. En 1968, Leyland fusionna avec BMC, issu du groupe Nuffield (empire industriel fondé par William Richard Morris, lord Nuffield). Triumph se trouva donc en concurrence interne avec Rover et MG. Un nouveau modèle de sport sortit en 1970, la Stag à moteur V8 de 3 litres et une berline moyenne, la Dolomite. La Stag souffrit du manque de mise au point de son moteur et acquit une réputation de voiture à problèmes, comme la TR 7 présentée en 1975. La Dolomite donna naissance à une version sportive, la Sprint à moteur 2 litres 16 soupapes de 127 chevaux.

### La chute

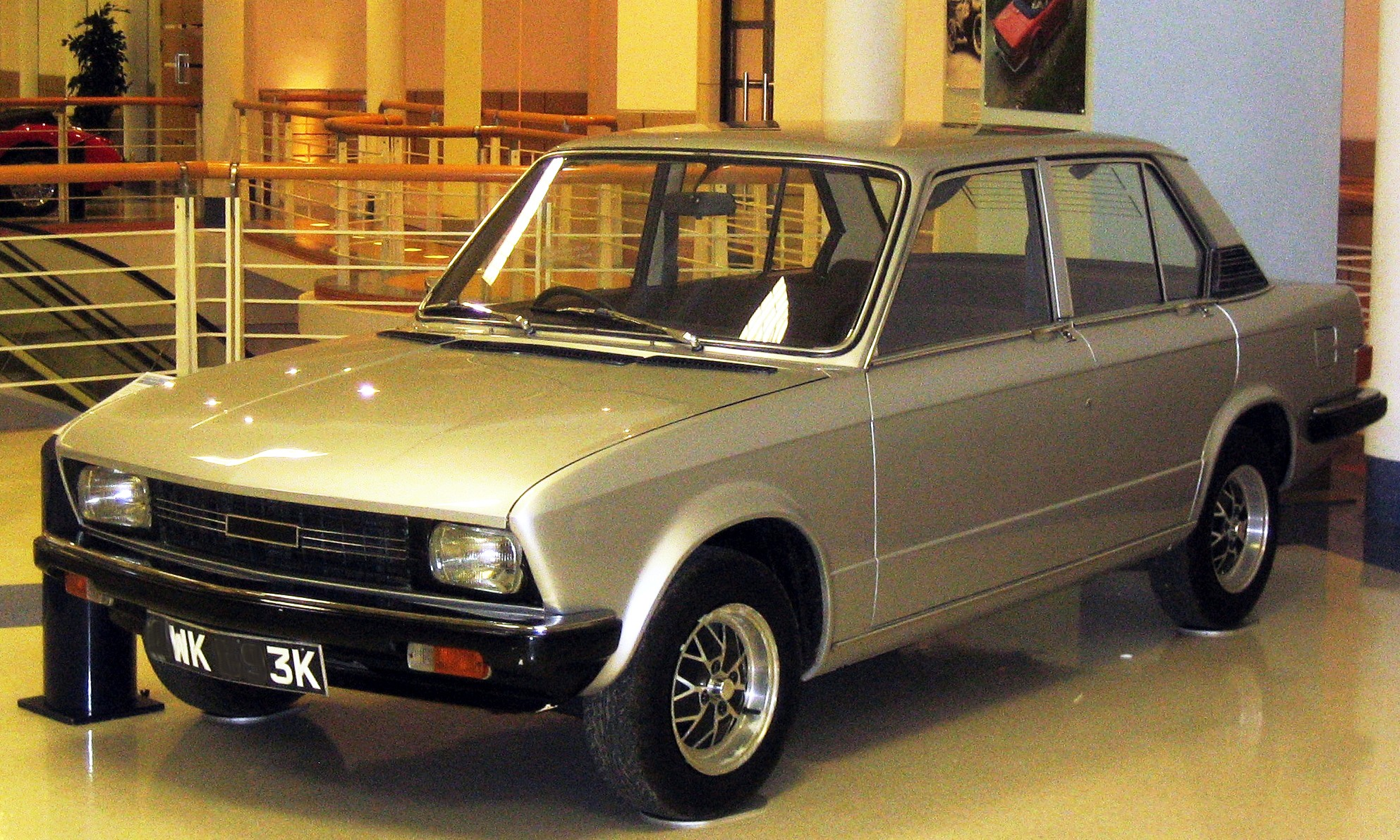
1971 Triumph 1500 prototype selon Michelotti (jamais commercialisé)

Les différentes restructurations et fusions qui émaillèrent l'industrie automobile anglaise à la fin des années 1960, ainsi que les normes antipollutions et sécuritaires instaurées aux États-Unis (principal marché d'exportation et première source de revenus de l'industrie automobile anglaise), causèrent le déclin de Triumph et de la British Leyland. Le dernier modèle à porter le nom de Triumph fut une version de la Honda Ballade produite en Angleterre, l'Acclaim. Triumph disparut en 1984. Aujourd'hui, les droits d'utilisation du nom Triumph appartiennent à BMW qui avait repris Rover en 1994. BMW refusa de vendre le nom « Triumph » lors du rachat de MG Rover en 2000 par le groupe Phoenix Venture Holdings, ce qui permet d'espérer qu'un modèle sportif portant ce nom puisse à nouveau voir le jour dans le futur.

## Modèle de voitures Triumph

### Avant-guerre
| Nom du modèle                 | Moteur                                      | année       |
| ----------------------------- | ------------------------------------------- | ----------- |
| Triumph 10/20                 | 4 cylindres en ligne 1 393 cm3 -            | 1923 - 1925 |
| Triumph 13/35                 | 4 cylindres en ligne 1 872 cm3              | 1927        |
| Triumph 15/50 (en) ou Fifteen | 4 cylindres en ligne 2 169 cm3              | 1926 - 1930 |
| Triumph Super 7 (en)          | 4 cylindres en ligne 747 cm3                | 1928        |
| Triumph Super 8               | 4 cylindres en ligne 832 cm3                | 1930        |
| Triumph Super 9 (en)          | 4 cylindres en ligne 1 018 cm3              | 1932        |
| Triumph Gloria 10             | 4 cylindres en ligne 1 087 cm3              | 1933        |
| Triumph 12-6 Scorpion         | 4 cylindres en ligne 1 203 cm3              | 1931 - 1933 |
| Triumph Southern Cross        | 4 cylindres en ligne 1 087 / 1 232 cm3      | 1932        |
| Triumph Gloria Four           | 4 cylindres en ligne 1 232 / 1 496 cm3      | 1934 - 1937 |
| Triumph Gloria Six            | 6 cylindres en ligne 1 476 / 1 991 cm3      | 1934 - 1935 |
| Triumph Gloria 14             | 4 cylindres en ligne 1 496 / 1 767 cm3      | 1937 - 1938 |
| Triumph Dolomite 8            | 8 cylindres en ligne 1 990 cm3              | 1934        |
| Triumph Dolomite Vitesse 14   | 4 et 6 cylindres en ligne 1 767 / 1 991 cm3 | 1937 - 1938 |
| Triumph Dolomite 14/60        | 4 et 6 cylindres en ligne 1 767 / 1 991 cm3 | 1937 - 1939 |
| Triumph Dolomite Roadster     | 4 et 6 cylindres en ligne 1 767 / 1 991 cm3 | 1937 - 1939 |
| Triumph 12                    | 4 cylindres en ligne 1 496 cm3              | 1939 - 1940 |

### Après-guerre
| Nom du modèle                                      | Moteur                         | année       |
| -------------------------------------------------- | ------------------------------ | ----------- |
| Triumph 1800 Saloon                                | 4 cylindres en ligne 1 776 cm3 | 1946 - 1949 |
| Triumph 1800 Roadster                              | 4 cylindres en ligne 1 776 cm3 | 1946 - 1948 |
| Triumph 2000 Saloon                                | 4 cylindres en ligne 2 088 cm3 | 1949 - 1951 |
| Triumph 2000 Roadster                              | 4 cylindres en ligne 2 088 cm3 | 1948 - 1949 |
| Triumph Renown                                     | 4 cylindres en ligne 2 088 cm3 | 1949 - 1952 |
| Triumph Mayflower                                  | 4 cylindres en ligne 1 247 cm3 | 1949 - 1953 |
| Triumph TR1                                        | 4 cylindres en ligne 2 208 cm3 | 1950        |
| Triumph TR2                                        | 4 cylindres en ligne 1 991 cm3 | 1953 - 1955 |
| Triumph TR3                                        | 4 cylindres en ligne 1 991 cm3 | 1956 - 1958 |
| Triumph TR3A                                       | 4 cylindres en ligne 1 991 cm3 | 1958 - 1962 |
| Triumph TR3B                                       | 4 cylindres en ligne 2 138 cm3 | 1962        |
| Triumph Italia (en)                                | 4 cylindres en ligne 1 991 cm3 | 1959 - 1962 |
| Triumph TR4                                        | 4 cylindres en ligne 2 138 cm3 | 1961 - 1965 |
| Triumph TR4A                                       | 4 cylindres en ligne 2 138 cm3 | 1965 - 1967 |
| Triumph TR5                                        | 6 cylindres en ligne 2 498 cm3 | 1967 - 1969 |
| Triumph TR250                                      | 6 cylindres en ligne 2 498 cm3 | 1967 - 1969 |
| Triumph Dove GTR4                                  | 4 cylindres en ligne 2 138 cm3 | 1961 - 1964 |
| Triumph TR6                                        | 6 cylindres en ligne 2 498 cm3 | 1969 - 1976 |
| Triumph TR7                                        | 4 cylindres en ligne 1 998 cm3 | 1975 - 1981 |
| Triumph TR8 (en)                                   | V8 3 528 cm3                   | 1979 - 1981 |
| Triumph Spitfire 4 (Spitfire Mk I)                 | 4 cylindres en ligne 1 147 cm3 | 1962 - 1965 |
| Triumph Spitfire Mk 2                              | 4 cylindres en ligne 1 147 cm3 | 1965 - 1967 |
| Triumph Spitfire Mk III                            | 4 cylindres en ligne 1 296 cm3 | 1967 - 1970 |
| Triumph Spitfire Mk IV                             | 4 cylindres en ligne 1 296 cm3 | 1970 - 1974 |
| Triumph Spitfire 1500                              | 4 cylindres en ligne 1 493 cm3 | 1974 - 1980 |
| Triumph GT6                                        | 6 cylindres en ligne 1 998 cm3 | 1966 - 1973 |
| Triumph Herald                                     | 4 cylindres en ligne 948 cm3   | 1959 - 1964 |
| Triumph Herald 1200                                | 4 cylindres en ligne 1 147 cm3 | 1961 - 1970 |
| Triumph Herald 12/50                               | 4 cylindres en ligne 1 147 cm3 | 1963 - 1967 |
| Triumph Herald 13/60                               | 4 cylindres en ligne 1 296 cm3 | 1967 - 1971 |
| Triumph Vitesse 6                                  | 6 cylindres en ligne 1 596 cm3 | 1962 - 1966 |
| Triumph Vitesse Sports 6 (Version US de Vitesse 6) | 6 cylindres en ligne 1 596 cm3 | 1962 - 1964 |
| Triumph Vitesse 2-litre et Vitesse Mark 2          | 6 cylindres en ligne 1 998 cm3 | 1966 - 1971 |
| Triumph 1300                                       | 4 cylindres en ligne 1 296 cm3 | 1965 - 1970 |
| Triumph 1300 TC                                    | 4 cylindres en ligne 1 296 cm3 | 1967 - 1970 |
| Triumph 1500                                       | 4 cylindres en ligne 1 493 cm3 | 1970 - 1973 |
| Triumph 1500 TC                                    | 4 cylindres en ligne 1 493 cm3 | 1973 - 1976 |
| Triumph Stag                                       | V8 2 997 cm3                   | 1971 - 1977 |
| Triumph Toledo                                     | 4 cylindres en ligne 1 296 cm3 | 1970 - 1978 |
| Triumph Dolomite 1300                              | 4 cylindres en ligne 1 296 cm3 | 1976 - 1980 |
| Triumph Dolomite 1500                              | 4 cylindres en ligne 1 493 cm3 | 1976 - 1980 |
| Triumph Dolomite 1500 HL                           | 4 cylindres en ligne 1 493 cm3 | 1976 - 1980 |
| Triumph Dolomite 1850                              | 4 cylindres en ligne 1 850 cm3 | 1972 - 1976 |
| Triumph Dolomite 1850 HL                           | 4 cylindres en ligne 1 850 cm3 | 1976 - 1980 |
| Triumph Dolomite Sprint                            | 4 cylindres en ligne 1 998 cm3 | 1973 - 1980 |
| Triumph 2000                                       | 6 cylindres en ligne 1 998 cm3 | 1963 - 1975 |
| Triumph 2.5 PI                                     | 6 cylindres en ligne 2 498 cm3 | 1968 - 1977 |
| Triumph 2500 TC & S                                | 6 cylindres en ligne 2 498 cm3 | 1974 - 1977 |
| Triumph Acclaim (en)                               | 4 cylindres en ligne 1 335 cm3 | 1981 - 1984 |